# Nefometr
Nefometr – przyrząd meteorologiczny do pomiaru stopnia zachmurzenia. Pomiar jest dokładniejszy niż dokonywany gołym okiem, gdyż cała półsfera niebieska odbija się w zwierciadle podzielonym na sektory, w których z osobna ocenia się stopień zachmurzenia i następnie wyznacza się wielkość sumaryczną dla całego nieba.